# Ochelata
Ochelata és un poble dels Estats Units a l'estat d'Oklahoma. Segons el cens del 2000 tenia 494 habitants.

## Demografia
Segons el cens del 2000, Ochelata tenia 494 habitants, 175 habitatges, i 131 famílies. La densitat de població era de 794,7 habitants per km².
Dels 175 habitatges en un 36% hi vivien nens de menys de 18 anys, en un 60,6% hi vivien parelles casades, en un 10,3% dones solteres, i en un 25,1% no eren unitats familiars. En el 23,4% dels habitatges hi vivien persones soles el 12,6% de les quals corresponia a persones de 65 anys o més que vivien soles. El nombre mitjà de persones vivint en cada habitatge era de 2,82 i el nombre mitjà de persones que vivien en cada família era de 3,34.
Per edats la població es repartia de la següent manera: un 32% tenia menys de 18 anys, un 9,5% entre 18 i 24, un 25,3% entre 25 i 44, un 21,1% de 45 a 60 i un 12,1% 65 anys o més.
L'edat mediana era de 33 anys. Per cada 100 dones de 18 o més anys hi havia 90,9 homes.
La renda mediana per habitatge era de 37.500 $ i la renda mediana per família de 40.781 $. Els homes tenien una renda mediana de 31.250 $ mentre que les dones 21.875 $. La renda per capita de la població era de 14.365 $. Entorn del 8,8% de les famílies i el 7,1% de la població estaven per davall del llindar de pobresa.

## Poblacions més properes
El següent diagrama mostra les poblacions més properes.